# Zacharias Janssen
Zacharias Janssen (ur. 1580 w Hadze, zm. 1632 w Amsterdamie) – holenderski optyk, w roku 1590 skonstruował (wspólnie z ojcem Hansem) z dwóch soczewek mikroskop, syn Hansa van Jansena. Przypisywane jest im także wynalezienie teleskopu.